# 京仁教育大学校
京仁教育大学校（キョンインきょういくだいがっこう、朝鮮語: 경인교육대학교、英語: Gyeongin National University of Education）は、大韓民国の国立大学。仁川広域市桂陽区に本部を置く。

## 歴史
1946年に設置された京畿道立開城師範学校が始まり。もともと開城に位置したが、開校後まもなく起こった朝鮮戦争で一時避難した後、再び開城に戻ることができなくなった。
1952年、国立の仁川師範学校に改編の認可を受け、校舎を仁川市（現・仁川広域市）崇義洞203番地に設置する。1957年、付属国民学校が開校する。1962年、2年制の仁川教育大学に改編される。1982年に4年制となり、1990年にキャンパスを崇義洞から桂山洞に移転する。1993年には仁川教育大学校に改称される。
2003年、京畿道安養市に第二キャンパスが設置され、京仁教育大学校に改名された。

## 組織
京仁教育大学校は14学部と1つの大学院から構成されている。

### 学部
- 倫理教育科
- 国語教育科
- 社会科教育科
- 数学教育科
- 科学教育科
- 体育教育科
- 音楽教育科
- 美術教育科
- 生活科学教育科
- コンピュータ教育科
- 教育学科
- 幼児教育科
- 英語教育科

### 大学院
- 教育大学院

## 学術交流協定
主要なもののみ記載。
日本
- 鳴門教育大学
- 兵庫教育大学
- 東京学芸大学

中華人民共和国
- 首都師範大学
- 東北師範大学
- 延辺大学師範部院
- 湖南師範大学

台湾
- 国立台中教育大学

アメリカ合衆国
- ジョージア大学
- ユタ大学

オーストラリア
- クイーンズランド大学

カナダ
- アルバータ大学